# Чорний Яр (Чорноярський район)
Чорний Яр (рос. Чёрный Яр) — село на півночі Астраханської області Росії. Адміністративний центр Чорноярського району і Чорноярської сільради. Розташоване на правому березі Волги за 250 км на північний захід від Астрахані. Населення — 7779 осіб (2010).
Засноване в 1627 році на лівому березі Волги як фортеця для захисту Волзького торгового шляху з назвою «Чорний Острог». Через сім років перенесено на правий (нагорній) берег і розташоване на високому яру. З цього часу отримало назву Чорний Яр.
У XIX столітті козацьке населення міста становило станицю Черноярську Астраханського війська. 1785 року Чорний Яр стає центром Чорноярського повіту Астраханської губернії.
Згідно з переписом 1897 року у селищі проживало 4226 осіб, з яких 4 015 росіян (за мовою), 87 калмиків, і 56 українців. Загалом у Чорноярському повіті мешкало 100316 осіб - 50709 росіян, 40878 українців та 4648 калмиків. 1925 року Чорний Яр втратив статус міста і з того часу вважається селом.
Серед відомих уродженців села — співачка Надія Бабкіна.
Село увійшло в історію російської Вікіпедії завдяки пильності прокурора села, що звернув увагу на невідповідність однієї зі статей цього проекту російському законодавству і подав відповідний позов до Чорноярського суду, який врешті був задоволений.